# استنگیت
استانگیت (به معنی «جادهٔ سنگی» در گویش نورث‌آمبری) یک جادهٔ باارزش رومی بود که در شمال انگلستان کنونی ساخته شده‌بود.
این جاده دو دژ را که از گذرگاه‌های مهم دو رودخانه (در باختر و خاور جزیرهٔ بریتانیا) پاسداری می‌کردند، به هم پیوند می‌داد.
دژ کوربریج در کنار رودخانهٔ تاین در خاور، و واقع در دِرِستریت، و دژ لوگوآلوم (کارلایل) در کنار رودخانهٔ ادن در باختر.
استانگیت از شکاف طبیعی پدیدآمده از سوی دره‌های رودخانهٔ تاین در نورث‌آمبرلند و رودخانهٔ ایرثینگ در کومبریا گذر می‌کرد.
ساخت این دیوار چندین دهه پیش از دیوار هادریان بود.
استانگیت را نباید با دو جادهٔ رومی به نام «استین استریت» در جنوب انگلستان که یکی در کولچستر و دیگری در چیچستر هست، اشتباه گرفت.
در هر دو جادهٔ یادشده، معنی همان است که در نمونهٔ شمالی هست و نشان‌دهندهٔ یک جادهٔ سنگی یا سنگ‌فرش‌شده‌است.
استانگیت با بیشتر جاده‌های رومی ناهمسان بود زیرا اغلب ساده‌ترین شیب‌ها را دنبال می‌کرد و گرایش به پیچ‌وخم داشت، در حالی که جاده‌های دیگر رومی از یک راه راست پیروی می‌کردند، حتی اگر گهگداری ناچار به شیب برداشتن برای بالا رفتن می‌شدند.
از بخش بزرگی از استانگیت هنوز هم امروزه به عنوان یک جادهٔ کوچک شاخه‌ای میان فُرِستون و ویندُلاندا در نورث‌آمبرلند بهره برده می‌شود.

## بن‌مایه
- همکاری‌کنندگان ویکی‌پدیا، «stanegate»، ویکی‌پدیای انگلیسی، دانشنامهٔ آزاد (بازیابی ۱ مهر ۱۴۰۰)